# Herrenhaus Bredenfelde

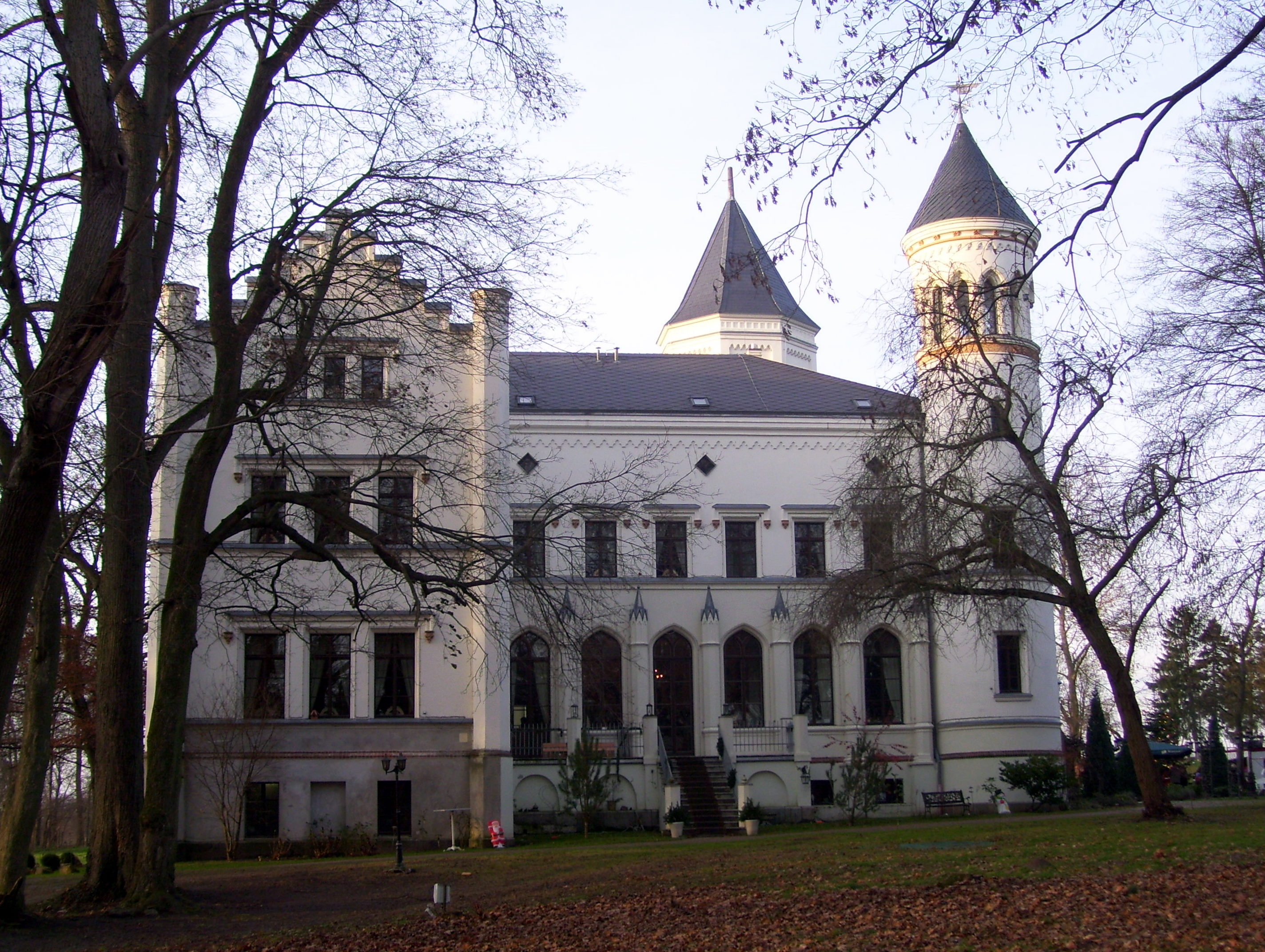
Schloss Bredenfelde, Südostansicht

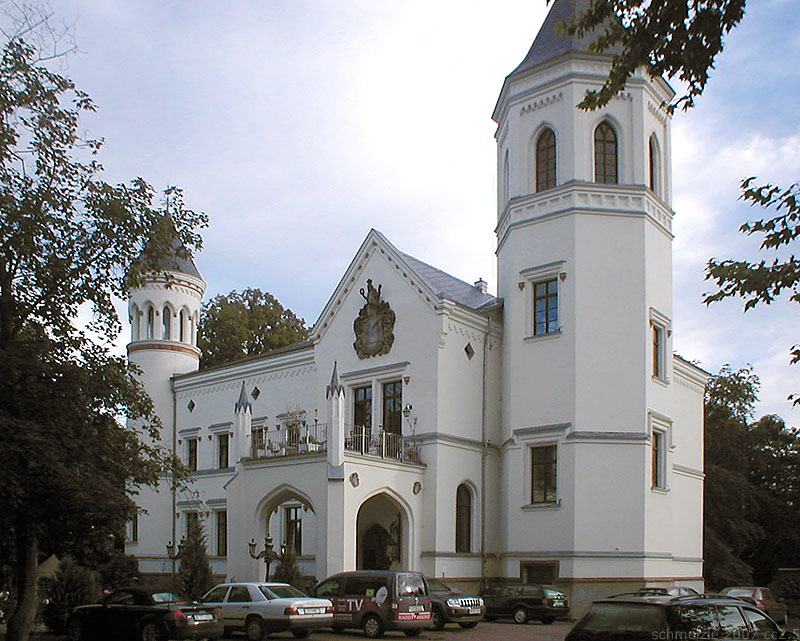
Schloss Bredenfelde, Eingangsseite

Das Herrenhaus Schloss Bredenfelde befindet sich in Bredenfelde im Landkreis Mecklenburgische Seenplatte. Es wurde nach Entwürfen des Architekten Friedrich Hitzig in der Mitte des 19. Jahrhunderts im Tudorstil gebaut.

## Geschichte
Der Bauherr Ernst Hans Heinrich von Heyden war in Kartlow aufgewachsen, wo sein Bruder Woldemar von Heyden zur gleichen Zeit Schloss Kartlow nach Entwürfen Hitzigs bauen ließ. Auch der bereits 1840 entworfene Plan des Landschaftsparks stammt wie der Kartlower von Peter Joseph Lenné. Der Plan Lennés ging noch von einem symmetrisch angelegten Herrenhaus aus. Über den Verbleib des Vorgängerbaus ist jedoch nichts bekannt. Schloss Bredenfelde wurde in der Zeit von 1852 bis 1854 gebaut. Als Ernst Hans Heinrich von Heyden 1859 starb, führte seine Witwe Charlotte Bernhardine Sophie bis zu ihrem Tode 1908 das Gut Bredenfelde weiter.
Wegen der Verschuldung ihres Sohnes Ernst Werner von Heyden in der Weltwirtschaftskrise von 1929 wurde das Gut 1932 aufgesiedelt. Die Siedlerfamilie Ladendorff erwarb das Herrenhaus und richtete dort eine Gaststätte und einen Kolonialwarenhandel ein. Nach der Enteignung 1945 wurde die Gaststätte weiter betrieben. Neben dem Sitz der Verwaltung Bredenfeldes wurden hier Umsiedler untergebracht. Nach dem Leerzug, der 1968 erfolgte, erwarb das Wohnungsbaukombinat Bitterfeld die Anlage. Es erfolgten jedoch keine Sanierungen. Stattdessen wurde 1972 die Sprengung des bereits verfallenen Gebäudes erwogen. Mit dem Einsturz des Daches wurde es schließlich zu einer Ruine.
Erst 1997 gelangte das Haus wieder in Privatbesitz und wurde bis 2002 grundlegend saniert. Im Gebäude wurde ein Hotel mit rund 40 Betten eingerichtet.

## Anlage
Der Gesamtbau des Herrenhauses ist durch zwei Türme mit unterschiedlichem Querschnitt (rund und oktogonal) und unterschiedlichen Helm offen gegliedert. Über dem Eingang im Südosten des Baukörpers befindet sich das Wappen der Familie von Heyden. Die Eingangsfront mit vorgelagerter Unterfahrt unter einem Altan liegt zum ehemaligen Wirtschaftshof des Gutes hin. Auch die Zimmer des Gutsherren, die durch den kleineren Turm an der Südseite gesondert zugänglich waren, lagen zu dieser Seite hin. Risalite, Staffelgiebel sowie Spitz- und Rundbogenfenster gestalten die Fassade.
Hinter dem Haupteingang befindet sich eine Eingangshalle, von der man in den Saal gelangen kann. Die meisten Zimmer des Erdgeschosses besaßen Stuckdecken. Die Hauptetage erhielt keinen Korridor, die Zimmer mussten nacheinander betreten werden. Die herrschaftlichen Wohn- und Arbeitszimmer befanden sich im Untergeschoss, Kinder- und Hausdienerzimmer im oberen Stockwerk.
Im Gegensatz zu seinen Bauten in Kittendorf und Neetzow, die mit flachen oder nur geringfügig geneigten Dächern ausgestattet waren, entwarf Friedrich Hitzig für Schloss Bredenfelde schiefergedeckte Steildächer. Er begründete dies damit, dass ein Gebäude mit Flachdach „gegen die nahe gelegenen mit hohen Ziegeldächern versehenen Wirthschaftsgebäuden leicht untergeordnet erschienen wäre“.
Von dem ursprünglich 3,5 Hektar großen Park ist heute bis auf eine Lindenallee zum alten Friedhof kaum noch etwas mehr erhalten. Von einem ehemals dem Schloss zugeordneten Wirtschaftshof sind heute lediglich Inspektorenhaus und Meierei erhalten.

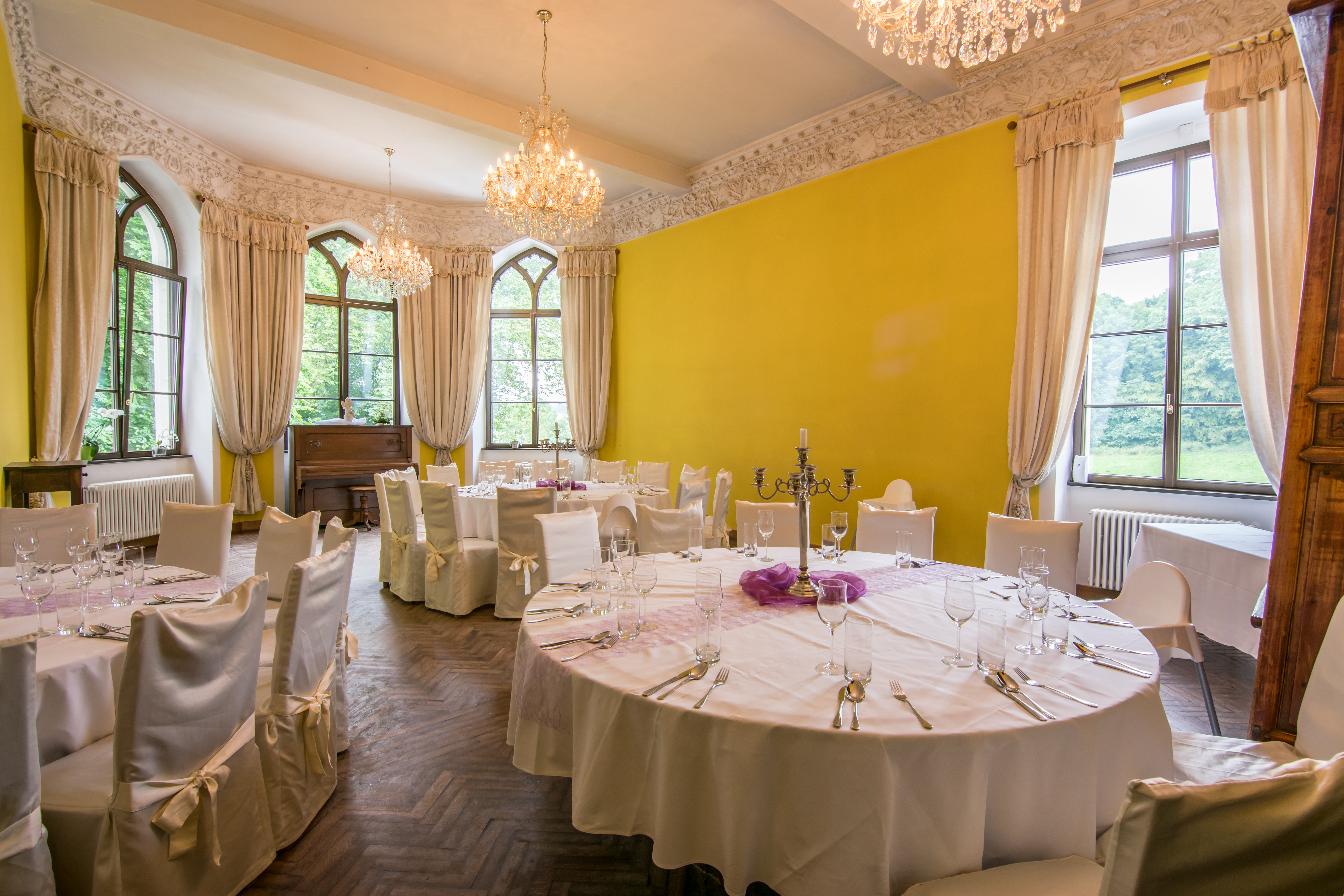
Festsaal
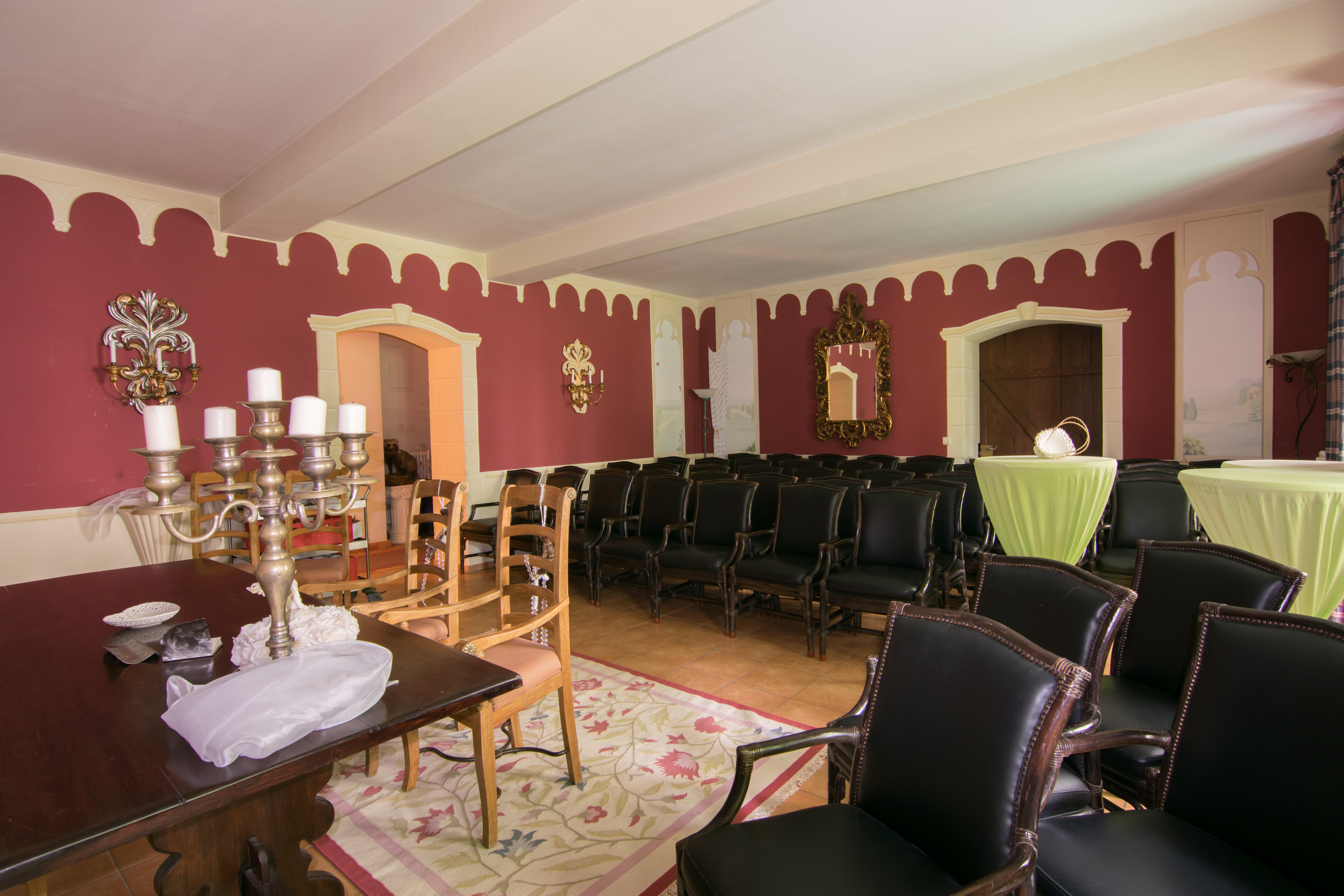
Trauzimmer
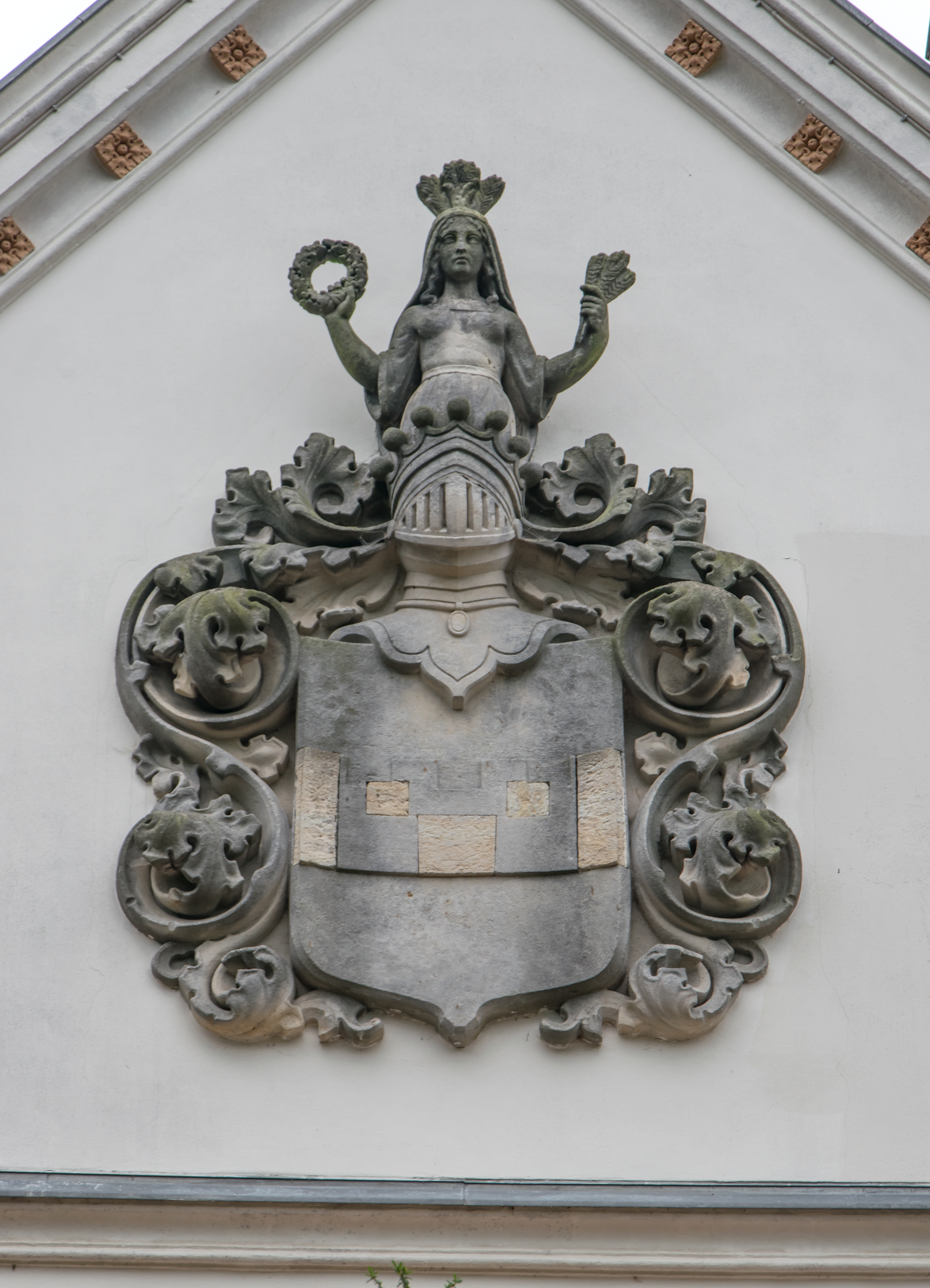
Wappen der Familie von Heyden